# Федора Романівна
Федора Романівна (? — після 1256) — донька волинського князя Романа Мстиславича і його першої дружини Предслави Рюриківни, доньки київського князя Рюрика Ростиславича. 
Задля отримання легітимних прав на Галичину видана батьком 1187 р. за Василька Володимировича, позашлюбного сина від попаді князя Володимира Ярославича, онука галицького князя Ярослава Осмомисла, що викликало невдоволення останнього. 
Після спроби у 1188 році Романа Мстиславича заволодіти Галичиною Василько Володимирович розлучився з Федорою, яка після цього постриглась в монахині.

## Сім'я
- Батько: Роман (бл. 1152—1205), князь новгородський (1168—1170), володимирський (1170—1187, 1188—1205), галицький (1187—1188, 1199—1205), великий князь київський (1204)
- Брати і сестри:
  - Олена (?—після 1241) ∞ Михайло, князь чернігівський
  - Данило (1202—1264), князь галицький (1205—1206, 1211—1212, 1230—1232, 1233—1234, 1238—1264), володимирський (1205—1208, 1215—1238), київський (1239—1240), галицько-волинський (1238—1264), король Русі (1253—1264)
  - Василько (бл. 1205—1269), князь белзький (1207—1211), берестейський (1208—1210, 1219—1228), перемильський (1209—1219), пересопницький (1225—1229), луцький (1229—1238), володимирський (1238—1269)
  - Саломея (бл. 1204/1205—1235) ∞ Святополк II, східнопомеранський князь